# Sávio Moreira de Oliveira
Sávio Moreira d'Oliveira (São Mateus, Espírito Santo; 10 d'abril de 2004), conegut com a Savinho, és un futbolista brasiler. Juga de davanter al Manchester City FC.
També és internacional en categories inferiors amb el Brasil.

## Trajectòria
Nascut a São Mateus, va entrar a les inferiors del Clube Atlético Mineiro el 2018. Va signar el seu primer contracte professional el 18 de juny de 2020, per tres anys i amb una clàusula de sortida de 60 milions d'euros. Va debutar amb el primer equip el 19 de setembre contra l'Atlético Clube Goianiense en el Brasileirão.
El 30 de juny de 2022 es va anunciar el seu fitxatge per l'E. S. Troyes A. C. de França. Al mes següent va anar cedit al PSV Eindhoven, on va jugar tant al primer equip com al filial. La temporada 2023-24 va anar cedit al Girona F. C.

## Estadístiques
Actualitzat a l'últim partit disputat el 27.
| Club                          | Div.          | Temporada     | Lliga | Lliga | Lliga estatal | Lliga estatal | Copes nacionals | Copes nacionals | Copes internacionales | Copes internacionales | Total | Total |
| Club                          | Div.          | Temporada     | Part. | Gols  | Part.         | Gols          | Part.           | Gols            | Part.                 | Gols                  | Part. | Gols  |
| ----------------------------- | ------------- | ------------- | ----- | ----- | ------------- | ------------- | --------------- | --------------- | --------------------- | --------------------- | ----- | ----- |
| Atlético Mineiro · Brasil     | 1a            | 2020          | 8     | 0     | ―             | ―             | 0               | 0               | 0                     | 0                     | 8     | 0     |
| Atlético Mineiro · Brasil     | 1a            | 2021          | 4     | 0     | 7             | 0             | 2               | 0               | 0                     | 0                     | 13    | 0     |
| Atlético Mineiro · Brasil     | 1a            | 2022          | 8     | 1     | 2             | 0             | 2               | 0               | 2                     | 1                     | 14    | 2     |
| Atlético Mineiro · Brasil     | Total club    | Total club    | 20    | 1     | 9             | 0             | 4               | 0               | 2                     | 1                     | 35    | 2     |
| Jong PSV · Països Baixos      | 2.ª           | 2022-23       | 9     | 2     | ―             | ―             | ―               | ―               | ―                     | ―                     | 9     | 2     |
| Jong PSV · Països Baixos      | Total club    | Total club    | 9     | 2     | 0             | 0             | 0               | 0               | 0                     | 0                     | 9     | 2     |
| PSV Eindhoven · Països Baixos | 1a            | 2022-23       | 6     | 0     | ―             | ―             | 0               | 0               | 2                     | 0                     | 8     | 0     |
| PSV Eindhoven · Països Baixos | Total club    | Total club    | 6     | 0     | 0             | 0             | 0               | 0               | 2                     | 0                     | 8     | 0     |
| Girona FC · Espanya           | 1a            | 2023-24       | 7     | 2     | ―             | ―             | 0               | 0               | ―                     | ―                     | 7     | 2     |
| Girona FC · Espanya           | Total club    | Total club    | 7     | 2     | 0             | 0             | 0               | 0               | 0                     | 0                     | 7     | 2     |
| Total carrera                 | Total carrera | Total carrera | 42    | 5     | 9             | 0             | 4               | 0               | 4                     | 1                     | 59    | 6     |

## Palmarès

### Títols regionals
| Títol             | Club             | País   | Any  |
| ----------------- | ---------------- | ------ | ---- |
| Campionat Mineiro | Atlético Mineiro | Brasil | 2020 |
| Campionat Mineiro | Atlético Mineiro | Brasil | 2021 |
| Campionat Mineiro | Atlético Mineiro | Brasil | 2022 |

### Títols nacionals
| Títol                        | Club             | País          | Any  |
| ---------------------------- | ---------------- | ------------- | ---- |
| Campionat Brasiler Série A   | Atlético Mineiro | Brasil        | 2021 |
| Copa del Brasil              | Atlético Mineiro | Brasil        | 2021 |
| Supercopa del Brasil         | Atlético Mineiro | Brasil        | 2022 |
| Supercopa dels Països Baixos | PSV Eindhoven    | Països Baixos | 2022 |
| Copa dels Països Baixos      | PSV Eindhoven    | Països Baixos | 2023 |

### Títols internacionals
| Títol                                  | Selecció      | Seu      | Any  |
| -------------------------------------- | ------------- | -------- | ---- |
| Campionat Sud-americà de Futbol Sub-15 | Brasil sub-15 | Paraguai | 2019 |
| Campionat Sud-americà de Futbol Sub-20 | Brasil sub-20 | Colòmbia | 2023 |